# Giuseppe Morrone
Giuseppe Ennio Morrone (Cosenza, 1º gennaio 1946) è un politico italiano.

## Biografia
Laureato in ingegneria civile nel 1971, è sposato e ha quattro figli. Fra il 1987 e il 1989 è stato vicesindaco di Cosenza per il Partito Socialista Italiano; nel comune calabrese è stato anche presidente della V circoscrizione e assessore ai lavori pubblici, alle politiche sociali e alla cultura.
Nel 2000 viene eletto consigliere regionale della Calabria per I Democratici nella circoscrizione cosentina. Viene confermato consigliere nel 2005 per i Popolari-Udeur e nominato assessore regionale al personale(nella giunta regionale di centrosinistra) e vice presidente della I commissione consiliare permanente (Politica Istituzionale).
Alle elezioni politiche del 2006 viene eletto deputato per la lista dei Popolari-Udeur in Calabria (XVIII circoscrizione). Iscritto al gruppo parlamentare misto dal 3 maggio 2006 al 18 maggio 2006 e nel gruppo Popolari-Udeur dal 18 maggio 2006 al 28 aprile 2008, nella XV legislatura è stato segretario di presidenza della Camera dei deputati dal 30 maggio 2006 al 28 aprile 2008, e membro dell'VII commissione (Ambiente, territorio e lavori pubblici) dal 21 giugno 2007 al 28 aprile 2008, dell'XI commissione (Lavoro pubblico e privato) dal 6 giugno 2006 al 21 giugno 2007, della commissione per il conferimento delle borse di studio della fondazione "Carlo Finzi" dal 29 giugno 2006 al 28 aprile 2008 e componente della sezione giurisdizionale dell'ufficio di presidenza della Camera dal 29 giugno 2006 al 28 aprile 2008.
Nel 2010 si candida nuovamente a Consigliere regionale della Calabria tra le file del PdL, a sostegno di Giuseppe Scopelliti, nella circoscrizione di Cosenza; risulta il primo dei non eletti con 6.838 voti di preferenza. Entrerà comunque in Consiglio regionale il 16 gennaio 2012 al posto di Franco Morelli (eletto nella circoscrizione di Cosenza per il Pdl), il quale era stato sospeso dal Consiglio dopo l'arresto per concorso esterno in associazione mafiosa nel novembre 2011 dalla Direzione distrettuale antimafia di Milano.
Dal 22 novembre 2013 è capogruppo di Forza Italia nel Consiglio regionale della Calabria. Conclude il proprio mandato nel 2015.

## Vicenda giudiziaria
Morrone è stato coinvolto nell'Inchiesta Why Not riguardante presunti illeciti nella gestione dei fondi pubblici destinati allo sviluppo della Calabria, indagato con l'accusa di Associazione per delinquere. Inizialmente è stato prosciolto dal Giudice dell'udienza preliminare di Catanzaro, ma i sostituti procuratori generali di Catanzaro hanno impugnato la sentenza dinanzi alla Corte di cassazione che ha annullato il proscioglimento, con rinvio dinanzi a un nuovo Gup di Catanzaro, il quale poi lo ha rinviato a giudizio con l'accusa di Associazione per delinquere.
Morrone era stato indagato e rinviato a giudizio nel marzo 2010 in un altro filone processuale di Why Not sempre per fatti riguardanti la presunta gestione illecita di fondi pubblici utilizzati per l'esecuzione di servizi affidati dalla Regione Calabria a società private(in maniera non trasparente secondo l'accusa) ma il 31 luglio 2012 il tribunale di catanzaro al termine del rito ordinario di primo grado assolve il politico, sentenza di assoluzione confermata in secondo grado dalla Corte d'appello di Catanzaro il 21 febbraio 2014.